# Thecla ilavia
Thecla ilavia är en fjärilsart som beskrevs av William Beutenmüller 1899. Thecla ilavia ingår i släktet Thecla och familjen juvelvingar. Inga underarter finns listade i Catalogue of Life.